# Cidades e Soluções
Cidades e Soluções es un programa de televisión brasilero difundido a través de Globo News, y presentado por André Trigueiro. Trata sobre iniciativas de desarrollo sustentable.